# Progress MS-11
Progress MS-11 (ryska: Прогресс МС-11) eller som NASA kallar den, Progress 72 eller 72P, är en rysk obemannad rymdfarkost som levererat förnödenheter, syre, vatten och bränsle till Internationella rymdstationen (ISS). Den sköts upp med en Sojuz-2.1a-raket, den 4 april 2019, från Kosmodromen i Bajkonur.
Drygt tre timmar efter uppskjutningen dockade farkosten med rymdstationen.
Farkosten lämnade rymdstationen den 29 juli 2019 och brann som planerat upp i jordens atmosfär några timmar senare.

### Fotnoter
1. ↑  ”NASA Space Science Data Coordinated Archive” (på engelska). NASA. https://nssdc.gsfc.nasa.gov/nmc/spacecraft/display.action?id=2019-019A. Läst 1 mars 2020.
2. ↑  ”ProgressMS-11:” (på engelska) (Twitter). Roscosmos. 2 april 2019. https://twitter.com/roscosmos/status/1112640227166875648. Läst 2 april 2019.